# Palanca (Ștefan Vodă)
Palanca (russisch Паланка) ist das östlichste Dorf der Republik Moldau. Es hat ungefähr 1700 Einwohner.
Der Ort liegt an der Grenze zwischen der Republik Moldau und der Ukraine im Mündungsgebiet des Dnister auf 20 m Höhe, 135 km südöstlich der Hauptstadt Chișinău im Rajon Ștefan Vodă an der Europastraße 87/Fernstraße M 15. Er hat einen Grenzübergang zur Ukraine, an welchem sich ein Büro der EUBAM befindet. Die Europastraße, die östlich des Dorfes verläuft, stellt die kürzeste Verbindung zwischen dem südwestlichen und dem nördlichen Teil der Ukraine dar. Sie ist Eigentum der Ukraine, obwohl sie über moldauisches Staatsgebiet führt. Die ukrainische Stadt Biljajiwka liegt 28 km nordöstlich von Palanca.
Im Zuge des russischen Überfalls auf die Ukraine im Jahr 2022 kommen ukrainische Flüchtlinge über die Grenze nach Palanca, um in der Republik Moldau Schutz zu finden.